# Avenue Darcel
Pour les articles homonymes, voir Darcel.
L'avenue Darcel est une voie située dans le 19e arrondissement de Paris, en France.

## Situation et accès
L'avenue est située dans le quartier administratif du Combat dans le parc des Buttes-Chaumont.

## Origine du nom
Jean Darcel, ingénieur des Ponts et Chaussées, à l'origine du parc des Buttes Chaumont avec et sous la direction de Jean Charles Adolphe Alphand (1817-1891), inspecteur général des Ponts et Chaussées, directeur des travaux de Paris, qui possède également une voie à son nom : l'avenue Alphand.

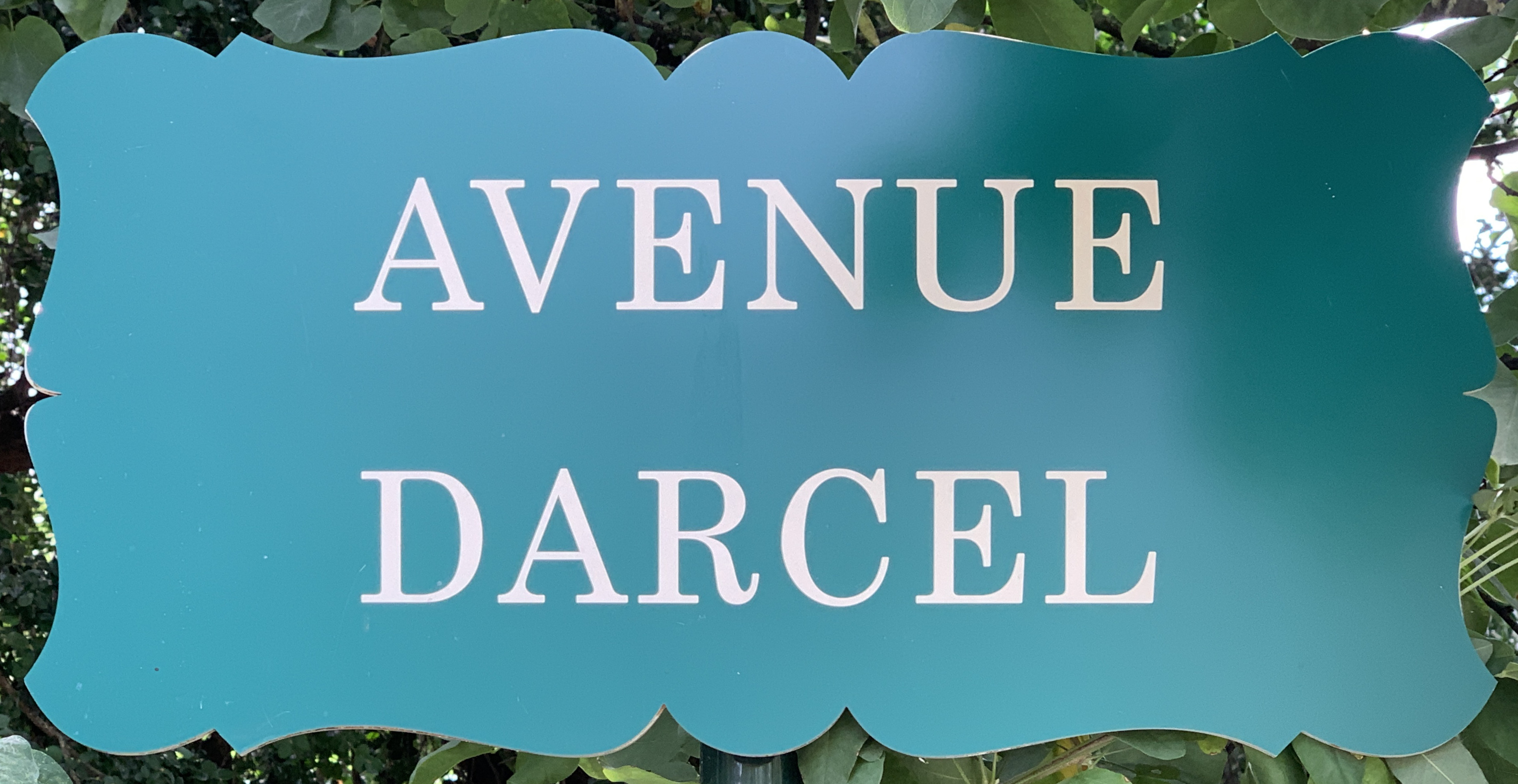
Plaque de l'avenue.